# 青枯葉蛾
青枯葉蛾（學名：Trabala vishnou），又名青枯葉蛾、绿黄枯叶蛾、栎黄枯叶蛾或蓖麻黄枯叶蛾，舊稱绿黄毛虫，是枯葉蛾科黄枯叶蛾属的模式種，廣泛分布於季風亞洲。